# Championnats du monde de boccia 1994
Navigation
Assen 1990 New York 1998
Les championnats du monde de boccia 1994, troisième édition des championnats du monde de boccia, ont lieu à Sheffield, au Royaume-Uni.

## Classification
Les athlètes atteints de handicap moteur grave sont classés en trois catégories.
- C1 : athlètes paralysés cérébraux.
- C1 assisté : athlètes paralysés cérébraux avec dispositif d'aide.
- C2 : athlètes ayant d’importantes difficultés motrices.

## Participants
Au total, 18 nations participent à ces championnats du monde de boccia 1994.
| Amérique                          | Asie                    | Europe | Océanie     |
| --------------------------------- | ----------------------- | --- | ----------- |
| - Argentine - Canada - États-Unis | - Corée du Sud - Koweït | - Angleterre - Autriche - Belgique - Danemark - Écosse - Espagne - Irlande - Norvège - Pays-Bas - Pays de Galles - Portugal - Suède | - Australie |

## Résultats
| Épreuves              | Or                                                                                              | Argent                                             | Bronze                                                                          |
| --------------------- | ----------------------------------------------------------------------------------------------- | -------------------------------------------------- | ------------------------------------------------------------------------------- |
| Individuel C1         | Henrik Jorgensen (DEN)                                                                          | Carol Johnson (SCO)                                | Erich Mecl (AUT)                                                                |
| Individuel C1 assisté | Santiago Pesquera (ESP)                                                                         | José Macedo (POR)                                  | Kevin Shaw (CAN)                                                                |
| Individuel C2         | José Javier Curto (ESP)                                                                         | Fernando Ferreira (POR)                            | Manuel Fernandez (ESP)                                                          |
|                       |                                                                                                 |                                                    |                                                                                 |
| Paires C1 assisté     | Espagne Santiago Pesquera César Campos                                                          | Canada Kevin Shaw Paul Gauthier                    | Angleterre Rory Doherty Zoe Edge                                                |
|                       |                                                                                                 |                                                    |                                                                                 |
| Par équipe C1–C2      | Espagne Antonio Cid Miguel Ángel Gómez José Javier Curto Manuel Fernandez María Hilda Rodríguez | Corée du Sud Lee Ki-yean Lee Jin-woo Lim Shin-hyuk | Portugal Luis Belchior Antonio Marques Fernando Ferreira João Alves Pedro Silva |

## Tableau des médailles
| Rang  | Nation       | Or | Argent | Bronze | Total |
| ----- | ------------ | -- | ------ | ------ | ----- |
| 1     | Espagne      | 4  | 0      | 1      | 5     |
| 2     | Danemark     | 1  | 0      | 0      | 1     |
| 3     | Portugal     | 0  | 2      | 1      | 3     |
| 4     | Canada       | 0  | 1      | 1      | 2     |
| 5     | Corée du Sud | 0  | 1      | 0      | 1     |
| -     | Écosse       | 0  | 1      | 0      | 1     |
| 7     | Angleterre   | 0  | 0      | 1      | 1     |
| -     | Autriche     | 0  | 0      | 1      | 1     |
| Total | Total        | 5  | 5      | 5      | 15    |